# Кумани та печеніги повіту Фагараш

Країна Фагараш

Першою задкою регіону Шара-Фагараш став запис у "Terra Blacorum" 1222 року. У середні роки в провінції крім волоського населення та осілих громад наприкінці ХІІІ століття проходили різні традиційно міграції тюркських племен, таких як кумани, печеніги та - меншою мірою торки або навіть булгари з Волги. Таким чином, документи того часу вказують на існування в 1224 році silvei Blacorum et Bissenorum (лісу блазілорів та печенігів), можливо, між горами Фагераш та долиною Ольт, на "території, посіченій численними водами, де є топоніми та гідроніми тюркського походження". На теперішній території поселення Віштя-де-Жос існувала навіть католицька єпархія куманів. Насправді етнографічний район Вішті називають долиною Ізінелор, назва "Ізін" може мати тюркське походження, але також слов'янське. Кумани, можливо, залишили свій слід на назвах комуни Комена (що на латині coma означає хребет, хребет, хребет) та Сінка відповідно.
Однак назва "Коман" та похідні від неї в Румунії, схоже, не мають нічого спільного з іменем куманів середньовіччя, не були засвідчені до сучасного періоду, і місця з найвищою частотою таких назв не подає жодних археологічних свідчень поселень куманів. Печеніги Арпашу були зафіксовані в угорських королівських документах як власники дипломів у 1222 р., а село Бегімбач (нещодавно перейменоване на "Олтеш") перекладається як "ручай Печеніг" ( німецькою "Bissen-bach"). Наявний гідронім печенізького походження - озеро Печінеагу на південному сході групи гір Фаґераш.

## Пастирсько-військова аристократична каста
Печеніги та кумани були так званими "пастирсько-військовими" кастами, і є документи, в яких фігурують печеніги в районі Фаґераша, які часто брали участь, крім своїх службових обов'язків "прикордонників", як найманці чи добровольці до саксів та волохів в різних арміях місцевих магнатів з Трансільванії, такі як граф Іоаким Сібійський. Тевтонські лицарі, чия присутність у цьому районі була короткою (1211-1225), були викликані, оскільки захист, запропонований печенігами, розчарував королів Угорщини. Вони оселилися в південно-східній Трансільванії і побудували оборонну систему, але не мали права будувати кам'яні фортеці. "Сьогодні визнається, що заснування держави Валахія (Валахія) не було результатом" появи легендарного Негру-вода, що прийшов з Фаґераша в 1290 р., але був результатом консолідації місцевих елементів. Але Негу Джувара вважав, що «один з лідерів волохів із регіону Фаґераш, з імовірним іменем куманського походження, Токтомер-Токомерій Раду Негру, спускається зі своїм туманом у 1290-х роках, і розміщує свій "стілець" у місті Кампулунг". Ця гіпотеза щодо особистості Токомерія - Негру Води суперечлива.
Роль куманів у початковій появі румунської аристократії, хоча і не була засвоєна Ніколае Йоргою, є більш пізньою, все більш наполегливо висвітлюваною "новим поколінням" істориків. Немає одностайної думки, що "деякі вожді печенігів, узілорів та куманів, які хотіли оселитися серед місцевих жителів, особливо серед куманів, інтегрувалися або були асимільовані до цього класу землевласників та воїнів. Навіть ономастика першої правлячої династії Валахії, тієї, що була засновником Бесарабами, здається, є в останньому випадку, безсумнівно, куманського походження.
Сучасники Басараба вважали румуном/влахом. Угорський король Кароль спеціально назвав його "Basarab infidelis Olacus noster".
Присутність цього тюркського населення в повіті Фагараш важлива, оскільки лише тут (і в районі кривизни Карпат Мількова) вони становили значну чисельну присутність, що врешті-решт визначило створення власних церковних структур, що дозволило їм практикувати християнську релігію католицького спрямування, зумовлену прийняттям у регіонах, контрольованих угорськими королями.
Кумани Фагараша були лише сегментом, відносно незначною ланкою в ланцюгу "кумани" та "волохи", що простягався від західної Угорщини на схід у південну Бессарабію, території, де правив волоський володар кумано-валахів Басараб. Деякі історики заходять так далеко, що нещодавно припускають, що був заснований клан, з якого походить Басараб, який засновником свого походження був у південній Бессарабії на північно-східному узбережжі Чорного моря. Інші кумани, можливо з того самого геополітичного простору і того ж десятиліття ХІІІ століття, можливо, як видно вище, пов'язані з Басарабом і розташовані на схід від Бессарабії Буджаку на північ від Чорного моря, прибули, охоплені і мусульманською релігією, починаючи з третього десятиліття ХІІІ століття в Сирії та Єгипті як особиста гвардія мамелюків, а згодом - стати головною складовою цієї касти воєначальників, які будуть політично домінувати в Єгипті, до висадки в цій країні експедиційного корпусу Наполеона Бонапарта на початку ХІХ ст.

## Середньовічне волосько-куманське співжиття вTerra fagarasiensis
Кумани та печеніги, здається, співіснували у мирному симбіозі з волоськимнаселенням, багато з них були вільні та мали шляхетські дипломи у повіті Фагараш. З часом їх асимілювало угорське та румунське населення цього району. Герцогство Фаґераш було під керівництвом Басараба I, оплоту волохів і королів Угорщини. На початку XIII століття земля Фаґераш ще не входила до юрисдикції Угорщини, і назва, яку дали їй волохи, має волоське походження. За часів Мірчі І Старого (1355-1418) Шара Фагараглулуй був феодалом Валахії.
Водночас волохи також використовували назви місцевостей, річок та форм рельєфу куманського та/або печенізького походження. Схожа етнічна картина співіснування і взаємної асиміляція також існували в середні віки між воллоським мегленорумунським і візантійським кумано-печенігам населенням в Моглені (сьогодні в північній частині Греції, недалеко від кордону з Болгарією). Назва Берівой виступає і як нинішня назва старовинного села в повіті Фагараш, і як ім'я волоського вождя XI століття в сучасній Греції, "Verivoi".
Фактично печеніги, оселені в цьому районі, є вцілілими біженцями після програшу битв при Левуніоні 1091 та Берої 1122 (нині Болгарія), коли вони були практично знищені силами Візантійської імперії. Так само куманські біженці вижили в битві на Калці 1223 року, коли Субудай, найвідоміший полководець Чингісхана, переміг їх під Калкою (нині Україна). Їх прийняли королі Угорщини за умови переходу в католицизм.

### Волоська паджура та куманська геральдика
Емблема правлячого будинку Бесарабів на думку істориків походить від Раду Негру. Деякі дослідники почали приписувати йому ймовірне куманське походження (або, як стверджують інші історики печенізьке). Це була "орел з хрестом у дзьобі", герб сім'ї, за всіма ознаками, з Фагараша. Пізніше він став гербом Волощини нанесеним штампом на волоських монетах звідки походить вираз "голова чи орел?"
Беркут (ряду Falconiformes сімейства Accipitridae = Aquilidae, який називають науковим Aquila chrysaetos) -  колись поширений на півдні Фагараса птах (але до наших днів зберігся в заповіднику Арпашель Фагарас) і територія якого була частиною гірської місцевості заселеною волохами. У цій місцевості з крутими хребтами гір Фаґераш, одними з найвищих у всьому Карпатському ланцюзі, орел гніздиться, як правило, на великій висоті. Яструб менший за розміром, ніж орел, за своєю здатністю нагадувати сокола за використання в соколиному господарстві. Орел (сокіл) був прапором римських легіонів а двоголовий орел - символом Візантійської імперії  та православної віри.
Очевидно, тюркські народи були дуже прив’язані до істот, з якими вони полювали в степах, що межують з гірськими хребтами Середньої Азії та Східної Анатолії. Навіть донині киргизи, казахи або кашгайські турки, а також кипчаки або "кіппек" (західна гілка останнього одностайно визнані антропологами як залишки середньовічних куманів) - се різні види соколів, яких вони раніше одомашнили. Угорський історик Васарі Іштван вважає, що в середньовіччі орел, ендемічний горам Фагараш, був тотемічною твариною, символіка якої згодом була включена в геральдику деяких провідних куманських сімей, які згодом передали її засновникові Волоського князівства. Флорін Курта (Бретяну та інші історики) відкидає це припущення Васарі щодо нібито волоського геральдичного герба куманського натхнення.
Династичне ім’я Басараб (з вірогідним фракійським походженням за О. Денсуньяну та С. Палігою або куманян за Джуварою) зустрічалося ще до Басараба І (див. Родина Бесарабів та Ксенополь про Базарам-бам) і збереглося в ім'я Нягоє Басараба, володаря Валахії в XVI столітті.
Оскаржується також волоська аристократична сім’я Вакереску (лат. Vaccarius). Деякі вважають, що це іспанське походження. Інші приписують кумансько-печенізьке походження Угріну, vir nobilis у Фагарасі в 1200 р.

### Від асиміляції до зникнення: кумани в романтичній та постмодерній уяві
Як і нормани ("випадок" або "модель" етнічної асиміляції також можна застосувати до куманів з Фаґераша), кумани і печеніги зникли як окрема етнічна група Румунії, Болгарії та Угорщини. Було залишено, мабуть, кілька прізвищ.
Приклади імен Коман, Команеску, Команечі, Кома та назви місцевостей використовуються довільно.
Їх етимологія досить латинська (лат. Coma = хребет).
Однак деякі імена можуть бути пов'язані з куманами (однак, кумани називали себе Kipceac, і тому ім'я Коман від куманів, схоже, дається населенням, в середині якого вони існували).
Коман також означає диявол/диявол. Гіпотеза про те, що ця назва походить від куманів, лінгвістично малоймовірна. Цікаво, що головне покриття, характерне для православних ченців, називається Comanac/Comanace, а кумани були прийняті до католицизму, а не до православ'я.
Насправді незрозумілим є не тільки етногенез різних племінних союзів печенігів, західних огузів (трків у руських літописах) та куманів-кіпчаків, але й їхні племінні імена. Захід (греки та латиняни), а іноді і руські джерела називали їх команами, кумані, кумані. Угорці середньовіччя, які мали з ними тісні стосунки і на територіях яких куманські елементи втекли в XIII столітті, хто шукав притулку у монголів, знали їх під назвою "кун".
Поодиноким випадком є село Хунедоара Басарабаса, яке в австро-угорських енциклопедіях початку ХХ століття описувалося як місцевість, де проживала колонія печенігів.
Одне з небагатьох, можливо, куманських слів, що збереглися в румунській мові, це бечі (беці), що означає підвал, льох.
У ХІХ столітті відродився романтичний інтерес до куманських "варварів". Химерний, але неправдоподібний зв’язок між Мокані (пастухом із гірських регіонів, чия первісна «батьківщина» розташована в безпосередній західній і південно-східній околицях округу Фагараш) і куманами передав Георгій Асачі, який писав у 1843 році:
Ці Мокані, які запозичили своє ім'я у куманів, варварів і непокірних людей, які під час загальної міграції оселилися в Молдові під горами від Команешті до Неамшу, як відомо, з тих пір до сьогодні вони займаються пасовищем та я беру їх восени на зиму на правому березі Дунаю та в його гирлі. Тут у них є свої кочові бавовни, зі стайнями та країною проти морських злодіїв, з якими вони часто борються насупившись.
Зовсім недавно інтерес до куманів та печенігів був відроджений групою молодих румунських істориків, що отримали назву "Паціцакія" що породило численні суперечки, суперечки та суперечки, особливо з сегментом істориків, традиційно протохроністів.

## Примітка
1. ↑  Alexandru MADGEARU - ROMÂNI ȘI PECENEGI ÎN SUDUL TRANSILVANIEI [Архівовано 21 квітня 2009 у Wayback Machine.]. Există și alte opinii ale istoricilor privitoare la locația geografică a "pădurii vlahilor și pecenegilor", care s-ar fi aflat în "zona Munților Cindrel înspre trecătoarea Oltului" în ultima instanță corespunzând pădurii de la Rășinari pâna la Tălmaci. Muntele Bessenyö (Beșineu/Peceneg) toponim din Rășinari, precum și numele de Talmács și Boycza fiind argumente relevante în sprijinul acestei din urmă ipoteze.
2. ↑  Funariu, Ioan: Românii de pe Valea Izinelor (Les Roumains de la Vallée Izine). Făgăraș, Ed. Negru Vodă, 1999, 103 p. Архів оригіналу за 6 січня 2005. Процитовано 7 лютого 2021.
3. ↑  Dictionarul etimologic al limbii romane, Bucuresti : Editura Saeculum I.O., 2002, Alexandre Cioranescu Tudora Șandru Mehedinti Magdalena Popescu-Marin, ISBN 973939986X 9789739399869
4. ↑  Spinei, Victor. The Cuman Bishopric - Genesis and Evolution. in The Other Europe: Avars, Bulgars, Khazars and Cumans. Edited by Florin Curta and Roman Kovalev. Brill Publishing. 2008. p. 64
5. ↑  Vezi articol Pecenegi Pallas Grand Lexikon [Архівовано 23 березня 2005 у Wayback Machine.] și documentul Rivulum qui dicitur Arpas emis un an mai târziu în 1223 în "Repertoriul arheologic al județului Sibiu, Sabin Adrian Luca, Zeno Karl Pinter, Adrian Georgescu ISBN 973-590-856-5, Editura Economică, Sibiu 2003"],
6. ↑  vezi nomenclator statistic al Transilvaniei
7. ↑  Vezi text [Архівовано 19 червня 2006 у Wayback Machine.]
8. ↑  O companie de sași sibieni, valahi, secui și pecenegi ('associatus sibi Saxonibus, Vlachis, Siculis, Bisensis') sub comanda comitelui sas Graf Joachim, au pornit din Sibiu înspre miazăzi ca să se războiască cu Împaratul Assanid Borilă Asen (dinastia valaha a Asenilor). Ioan Marian Țiplic opina de curând: "Considerăm că această populație (n.n. pecenegii), mai ales după 1068, este folosită de regalitatea arpadiană ca și populație de graniță, avându-i atestați în armata comitelui de Sibiu, Joachim și fiind așezați în zona Țării Făgărașului, care la acea dată se afla la limita de sud-est a regatului maghiar; DRH, D, I, p.28-29; Ukb., I, p.35; A. LUKACS, Țara Făgărașului în evul mediu (sec. XIII-XVI), București, 1999, p.156. D. N. Busuioc von Hasselbach consideră că pătrunderea elementelor pecenege în Țara Făgărașului, ținut aflat în apropierea zonelor pericarpatice, controlate de pecenegi din secolul al X-lea, s-a putut face încă în secolul al X-lea, fiind continuată și în veacul următor, admițând și el transformarea acestora în populație de grăniceri după anul 1068 (D. N. BUSUIOC von HASSELBACH, Țara Făgărașului în secolul al XIII-lea. Mănăstirea cisterciană Cârța, vol. II, Cluj- Napoca, 2001, p.27-28)
9. ↑  Teutonic Knight, By David Nicolle, Graham Turner 2007
10. ↑  Ghyka Matila, A Documented Chronology of Roumanian History, Oxford: B. H. Blackwell Ltd. 1941
11. ↑  Neagu Djuvara - "Iarăși despre Negru Voda și "Descălecătoare" [Архівовано 21 квітня 2009 у Wayback Machine.]. Teutonii i-au supus pe cumanii de peste Carpați din zona Milcov-Vrancea, pe care ulterior i-au folosit ca mercenari. Există o relatare consemnată de cronicari, care descrie momentul în care cumanii (femei, copii, batrâni, bărbați) se "închină" teutonilor la cetatea Kreuzfeld. De altfel, acești cumani sunt pomeniți în sec XIII ca străjeri ai cetăților din Țara Bârsei (unde cavalerii teutoni și sașii fuseseră colonizați pentru acest rol la începutul sec XIII) și apar pomeniți și câțiva nobili cumani.
12. ↑  conform „Neamul întemeietor al lui Băsărabă”, Nicolae N. Tomoniu, Carpathia Press, 2008 ISBN 978-973-7609-32-8
13. ↑  D.R.H., C, Transilvania; „Documente Făgărășene”, vol.I, editat de Antal Lukacs, ed. Scriptorium, 2004; precum și „Arhiva istorică a României”, vol.I, nr.1-2
14. ↑  Ibidem, Vásáry, István, Cumans and Tatars: Oriental Military In The Pre-Ottoman Balkans, 1185-1365, Cambridge University Press, 2005, pp. 149-155, vezi si notele adăugate de contemporani ca si comentarii la versiunea engleză a cartii lui Matila Ghika Ghyka Matila, A Documented Chronology of Roumanian History, Oxford: B. H. Blackwell Ltd. 1941 în care se precizează: The Roumanian historians now agree in admitting that Bassarab is a Cuman name; the dynasty was therefore possibly Cuman, as also were possibly the families of certain other minor voivodes and Roumanian chiefs of that epoch, both in Transylvania and in the future Roumanian principalities. Madgearu, mai recent, (vezi nota 1) susține teza originii pecenege a Basarabeștilor
15. ↑  Cumans and Tatars: Oriental military in the pre-Ottoman Balkans, 1185-1365 István Vásáry
16. ↑  Emilia Corbu - "A fost cuman Basarab I?" (în "Un popor asimilat: cumanii"). Архів оригіналу за 24 жовтня 2007. Процитовано 7 лютого 2021.
17. ↑  vezi I.I. Vasiliev - Istoria Imperiului Bizantin în care se precizează că un detașament de cumani, începând din a treia decadă a secoluilui al XIII-lea, a constituit garda căpetaniilor mameluce din Egipt
18. ↑  vezi David Nicole
19. ↑  Ghyka Matila, A Documented Chronology of Roumanian History, Oxford: B. H. Blackwell Ltd. 1941
20. ↑  Vezi din nou Madgearu care scrie: Doar o conviețuire a românilor cu pecenegii a condus la moștenirea acestor toponime, care s-au născut datorită pătrunderii unor foști nomazi într-o zonă montană
21. ↑  Vezi din nou Madgearu care scrie: Doar prin preluarea de la pecenegii instalați în Peninsula Balcanică începând de la mijlocul secolului al XI-lea poate fi explicată pătrunderea numelui Basarabă la sud de Dunăre.
22. ↑  Despre "Verivoi valahul" descris de Kekaumenos vezi Prof. univ Theodor Capidan - Aromânii.Dialectul aromân - Bucuresti 1932 [Архівовано 10 серпня 2017 у Wayback Machine.] pag.8
Vezi și "Südost-forschungen" Südost-Institut München, Deutsches Auslandswissenschaftliches Institut Berlin, S. Hirzel 1940
23. ↑  Cumans (1054-1394 AD) by Keith Venables
24. ↑  NORA BEREND AT THE GATE OF CHRISTENDOM: JEWS, MUSLIMS AND 'PAGANS' IN MEDIEVAL HUNGARY CAMBRIDGE UNIVERSITY PRESS, 2001 ISBN 0521651859 vezi ți 1271 'The Realm of St. Stephen: a history of medieval Hungary, 895 - 1526' Pál Engel; Andrew Ayton ISBN 185043977X 9781850439776
25. ↑  vezi ipoteza istoricului Stelian Brezeanu
26. ↑  Despre stema Țării Românești, heraldistul Dan Cernovodeanu scrie: „în ceea ce ne privește, afirmăm că în primele amprente sigilare, tipul arhaic de pasăre cu aripile strânse [...] are toate aparențele unui vultur din specia Aegypius monachus (vultur pleșuv brun, vultur negru, hoală etc.) [...]. Ulterior, în pecețile domnilor ce s-au perindat pe tronul Țării Românești de la Vlad I și până la Vlad al IV-lea exclusiv, vulturul heraldic se va transforma treptat într-o acvilă [...], pasăre aparținând - după părerea noastră - speciei numită Aquila chrysaetos (pajură de munte, iepurar, acvilă de piatră, acvilă regală, acvilă aurie etc.)” (Dan Cernovodeanu, Știința și arta heraldică în România, Ed. Științifică și Enciclopedică, București 1977, p. 43-44)
27. ↑  Sit Rezervatia Arpasel, Fagaraș. Архів оригіналу за 14 грудня 2007. Процитовано 14 грудня 2007.
28. ↑  "Une énigme historique. Les Roumains au moyen âge", Paris, 1885, A.D. Xenopol
29. ↑  Vezi text [Архівовано 14 листопада 2007 у Wayback Machine.]
30. ↑  Vezi text [Архівовано 2016-05-20 у Wayback Machine.]. 
Șoimăritul în România a avut tradiție mare, dar a încetat brusc odată cu dispariția dominației turcesti, nemaiexistând, după care a urmat un "gol" de circa 200 de ani despre care nu mai sunt date. Singurele din perioada modernă sunt cele din jurul anilor 1930 despre șoimăritul practicat de comunitatea turco-tătară din Dobrogea. Aceștia vânau în special în timpul marilor migrații de primavară și toamnă ale păsărilor care tranzitau Dobrogea în acea perioadă. Pasărea lor favorită se pare că era uliul păsărar și victimele, prepelițe, sturzi, mierle. Frederic von Hohenstaufen însuși găsește de cuviință să amintească de răpitoarele de pe teritoriul de azi al României, iar cronicile turcești nu pridideau în a lăuda calitatea șoimilor din țările române, aduși ca "peșcheș" la Înalta Poartă.
Colonii de șoimi semi-domesticiți folosiți ocazional la șoimărit de localnici se găseau tradițional în împrejurimile așezării Tismana, la Sohodol, un alt prezumtiv loc de origine al Basarabeștilor. Prof. N.N. Tomoniu, citând lucrările lui Ion Conea cât și Ctin-Popescu-Tismana, menționează un anume "Băsărabă, alungat din satul Sohodol, pentru că furase șoimii sohodolenilor în vremea turcilor!". De altfel, locul numit Steiul Coziei din Sohodol era odinioară vatră de sat iar șoimii erau sedentarizați acolo dintotdeauna, și se pare că au fost semnalați chiar în prezent
31. ↑  Acest fapt este, printre alții, citat și în Indogermanisches etymologisches Wörterbuch (IEW, first published 1956 by Julius Pokorny), recognized by George Starostin (Moscow), and refurnished and corrected by A. Lubotsky
32. ↑  Complete Guide to Heraldry By Arthur Charles Fox-Davies, ISBN 1602390010 : 9781602390010
33. ↑  Vezi "Codex Cumanicus" editat de Peter B. Golden [Архівовано 20 березня 2017 у Wayback Machine.] care folosește sintagma "Cuman- Qipcaqs". Despre qipcaqii cumani (sau "kumbasari") de azi din provincia Rize vezi text [Архівовано 29 вересня 2007 у Wayback Machine.]
34. ↑  Vezi polemica Florin Curta vs. Vásáry István . Istoricul maghiar (vezi referința nr. 8) insistă în volumul său asupra originii "totemice" a blazonului heraldic valah de inspirație cumană al Basarabeștilor, în timp ce Florin Curta neagă această supoziție. Vezi text Vasary în care se enunță ipoteza "totemistă"
35. ↑  Une énigme historique; les Roumains au moyen-age, A D Xenopol Paris, E. Leroux, 1885. OCLC 214959255
36. ↑  Vezi articol Vacarescu - Encyclopaedia Britannica 1911 edition. Vezi și Biographisches Lexikon zur Geschichte Südosteuropas By Mathias Bernath, Gerda Bartl, Karl Nehring[недоступне посилання]
37. ↑  vezi Istoria lumilor normande [Архівовано 20 серпня 2008 у Wayback Machine.]
38. ↑  Comana (Dicționar de sinonime, Mircea și Luiza Seche, Editura Litera Internațional, 2002) = coamă, creastă, culme confer Latina Coma De pildă Comană (Dicționar de arhaisme și regionalisme, Gh. Bulgăr și Gh. Constantinescu-Dobridor, Editura Saeculum Vizual, București, 2002) însemna coama casei din Latina Coma.

Comănac, Comănaci (Dicționar de arhaisme și regionalisme, Gh. Bulgăr și Gh. Constantinescu-Dobridor, Editura Saeculum Vizual, București, 2002) = (Reg.) Creangă, ramură.

Comănac (Comănace) (Noul dicționar explicativ al limbii române, Litera Internațional, Editura Litera Internațional, 2002) = 1. Acoperămînt al capului caracteristic călugărilor ortodocși. 2. Căciulă 3.  acoperiș. 4. Creangă, (Variante cumănac, cămănac).

Comănac (Comănace) (Noul dicționar explicativ al limbii române, Editura Litera Internațional, 2002) 1) Acoperământ pentru cap, de formă cilindrică fără boruri, asemănător cu potcapul, pe care-l poartă călugării. 2) Acoperământ pentru cap de mătase sau de stofă scumpă, purtat, în trecut, de bărbații și de femeile din păturile nobile. /Origine necunoscută.

De asemenea, COMĂNÁCI, comănace, s.n. 1. Acoperământ al capului, de formă cilindrică, fără boruri, confecționat din lână sau din pâslă, purtat de călugări și de călugărițe. Vezi Expr. (Glumeț) A-și pune capul sub comănac = a se călugări. 2. Acoperământ al capului asemănător cu comănacul (1) purtat odinioară de bărbați. - Căciuliță de mătase sau de stofă scumpă, purtată altădată de femei. [Var.: comanác s.n.] – Et. nec.
39. ↑  Dicționar de arhaisme și regionalisme, Gh. Bulgăr și Gh. Constantinescu-Dobridor, Editura Saeculum Vizual, București, 2002
40. ↑  Dicționarul etimologic român, Alexandru Ciorănescu, Universidad de la Laguna, Tenerife, 1958-1966
41. ↑  Noul dicționar explicativ al limbii române, Editura Litera Internațional, 2002
42. ↑  Codex Cumanicus by Peter B. Golden
43. ↑  Vezi articol Baszarabásza din "Grand Pallas Lexikon". Архів оригіналу за 22 березня 2005. Процитовано 7 лютого 2021.
44. ↑  Probabil din cuman. beč „fortificat“ (DAR, Pușcariu, Lr., 315), cuvînt oriental care s-a păstrat și în numele vechi al Vienei, tc. beç › rom. Beci (cf. Șeineanu, II, 42). Der. becer, s.m. (șef peste bucătăriile domnești, dregător al curții care, începînd cu sec. XVIII, exercita efectiv funcția stolnicului); becerie, s.f. (bucătărie domnească). Numele de becer (cf. pivnicer) se explică prin întrebuințarea dată în mod tradițional pivnițelor drept cămară. Mai recent, Bogdan Burtea în studiul său "FARBSYMBOLIK ZWISCHEN LEGENDE UND MODERNER GESCHICHTSSCHREIBUNG" (Colour Symbolism between Legend and Modern History Publication: ARCHAEUS. Studies in History of Religions (VIII (1-4)/2004) susține că numele Hurez ar fi de origine cumană.
45. ↑  Noul dicționar explicativ al limbii române, Editura Litera Internațional, 2002 îl consideră de orgine necunoscută
46. ↑  DAR dă originea sa ca necunoscută, și se gîndește numai la o posibilă legătură cu germ. Zucker-bäcker. Nu este sigur, pe de altă parte, că becer înseamnă, „plăcintar”, cum greșit afirmă DAR și Cândrea; cf. Odobescu: becerul, adică bucătarul domnesc. Scriban propune ca etimon sb. pečar „brutar”.
47. ↑  Gh. Asachi - Cetatea Albă
48. ↑  vezi Patzinakia [Архівовано 11 січня 2006 у Wayback Machine.]